# Altavilla Silentina
Altavilla Silentina – miejscowość i gmina we Włoszech, w regionie Kampania, w prowincji Salerno.
Według danych na rok 2004 gminę zamieszkiwały 6724 osoby, 129,3 os./km².